# Sauðahnjúkar
Sauðahnjúkar är en bergstopp i republiken Island. Den ligger i regionen Austurland, 300 km öster om huvudstaden Reykjavík. Toppen på Sauðahnjúkar är 1 041 meter över havet, eller 322 meter över den omgivande terrängen. Bredden vid basen är 4,4 km.
Trakten runt Sauðahnjúkar är nära nog obefolkad, med mindre än två invånare per kvadratkilometer. Det finns inga samhällen i närheten. Trakten runt Sauðahnjúkar består i huvudsak av gräsmarker.